# Jaguaquara
Jaguaquara é um município brasileiro no sudoeste do estado da Bahia. Sua população foi de 47 738 habitantes, de acordo com a estimativa de 2024 do Instituto Brasileiro de Geografia e Estatística (IBGE).

## Topônimo
"Jaguaquara" é um termo tupi que significa "toca de onça", através da junção dos termos îagûara (onça) e kûara (toca).

## Geografia

### Clima
Caracteriza-se por possuir um clima frio no inverno e quente e seco no verão, mantendo uma temperatura média anual de 21 °C, e um índice pluviométrico de cerca de 800 milímetros.
Segundo dados do Instituto Nacional de Meteorologia (INMET), referentes aos períodos de 1961 a 1964, 1966 a 1967, 1969 a 1970, 1973 a 1980, 1986 a 1989 e 1993 a 2016, a menor temperatura registrada em Jaguaquara, em uma estação meteorológica situada na divisa com o município de Itiruçu, foi de 9,4 °C em 24 de setembro de 1966. Outro registro abaixo dos 10 °C, ocorreu em 16 de junho de 1994, com mínima de 9,8 °C. O recorde de maior temperatura é de 35,6 °C em 3 de outubro de 1997. O maior acumulado de precipitação em 24 horas atingiu 157 milímetros (mm) em 21 de janeiro de 1964, seguido pelos 105,5 mm em 3 de maio de 1978. O maior acumulado de precipitação em 24 horas atingiu 157 milímetros (mm) em 21 de janeiro de 1964, seguido pelos 123,1 mm em 21 de março de 1981 e por 105,5 mm em 3 de maio de 1978.
| Dados climatológicos para Itiruçu–Jaguaquara | Dados climatológicos para Itiruçu–Jaguaquara | Dados climatológicos para Itiruçu–Jaguaquara | Dados climatológicos para Itiruçu–Jaguaquara | Dados climatológicos para Itiruçu–Jaguaquara | Dados climatológicos para Itiruçu–Jaguaquara | Dados climatológicos para Itiruçu–Jaguaquara | Dados climatológicos para Itiruçu–Jaguaquara | Dados climatológicos para Itiruçu–Jaguaquara | Dados climatológicos para Itiruçu–Jaguaquara | Dados climatológicos para Itiruçu–Jaguaquara | Dados climatológicos para Itiruçu–Jaguaquara | Dados climatológicos para Itiruçu–Jaguaquara | Dados climatológicos para Itiruçu–Jaguaquara |
| Mês | Jan                                          | Fev                                          | Mar                                          | Abr                                          | Mai                                          | Jun                                          | Jul                                          | Ago                                          | Set                                          | Out                                          | Nov                                          | Dez                                          | Ano                                          |
| --- | -------------------------------------------- | -------------------------------------------- | -------------------------------------------- | -------------------------------------------- | -------------------------------------------- | -------------------------------------------- | -------------------------------------------- | -------------------------------------------- | -------------------------------------------- | -------------------------------------------- | -------------------------------------------- | -------------------------------------------- | -------------------------------------------- |
| Temperatura máxima recorde (°C) | 35,4                                         | 35                                           | 35,2                                         | 34,1                                         | 32,5                                         | 30,8                                         | 31,3                                         | 32,1                                         | 33,5                                         | 35,6                                         | 34,6                                         | 35,4                                         | 35,6                                         |
| Temperatura máxima média (°C) | 29,1                                         | 29,3                                         | 28,6                                         | 27,3                                         | 25,8                                         | 23,6                                         | 23,3                                         | 23,9                                         | 25,7                                         | 27,5                                         | 28                                           | 28,6                                         | 26,7                                         |
| Temperatura média compensada (°C) | 22,6                                         | 22,7                                         | 22,5                                         | 21,7                                         | 20,5                                         | 18,8                                         | 18,2                                         | 18,3                                         | 19,6                                         | 20,9                                         | 21,7                                         | 22,3                                         | 20,8                                         |
| Temperatura mínima média (°C) | 18,4                                         | 18,5                                         | 18,6                                         | 18,4                                         | 17,2                                         | 15,8                                         | 15,1                                         | 14,8                                         | 15,7                                         | 17                                           | 17,8                                         | 18,2                                         | 17,1                                         |
| Temperatura mínima recorde (°C) | 10,8                                         | 12,4                                         | 12,4                                         | 13,5                                         | 10,4                                         | 9,8                                          | 10,5                                         | 10                                           | 9,4                                          | 12                                           | 12,4                                         | 12,4                                         | 9,4                                          |
| Precipitação (mm) | 67,4                                         | 76                                           | 97,5                                         | 64,1                                         | 52,5                                         | 64,3                                         | 62,1                                         | 47,3                                         | 44,3                                         | 47,1                                         | 103,1                                        | 90,5                                         | 816,4                                        |
| Dias com precipitação (≥ 1 mm) | 8                                            | 8                                            | 10                                           | 10                                           | 11                                           | 12                                           | 13                                           | 10                                           | 8                                            | 6                                            | 8                                            | 6                                            | 110                                          |
| Insolação (h) | 197,3                                        | 180,5                                        | 169,5                                        | 159                                          | 158,1                                        | 128,7                                        | 148,6                                        | 160,4                                        | 172,3                                        | 182,6                                        | 158,1                                        | 178,7                                        | 1 993,8                                      |
| Fonte: Instituto Nacional de Meteorologia (INMET) (normal climatológica de 1981-2010; recordes de temperatura: 01/01/1961 a 30/11/1964, 01/05/1966 a 31/03/1967, 10/03/1969 a 31/12/1970 e 01/01/1973 a 30/01/2016) |                                              |                                              |                                              |                                              |                                              |                                              |                                              |                                              |                                              |                                              |                                              |                                              |                                              |